# Лиможская эмаль
Лимо́жская эма́ль (фр. L'émail de Limoges), прежде известная как лиможская работа (фр.  Œuvre de Limoges, лат. Opus lemovicense) — разновидность художественных изделий, создававшихся в центральных областях Франции, главным образом в городе Лиможе, исторической провинции Лимузен в эпоху Средневековья и Французского Ренессанса, в XII—XVI веках.

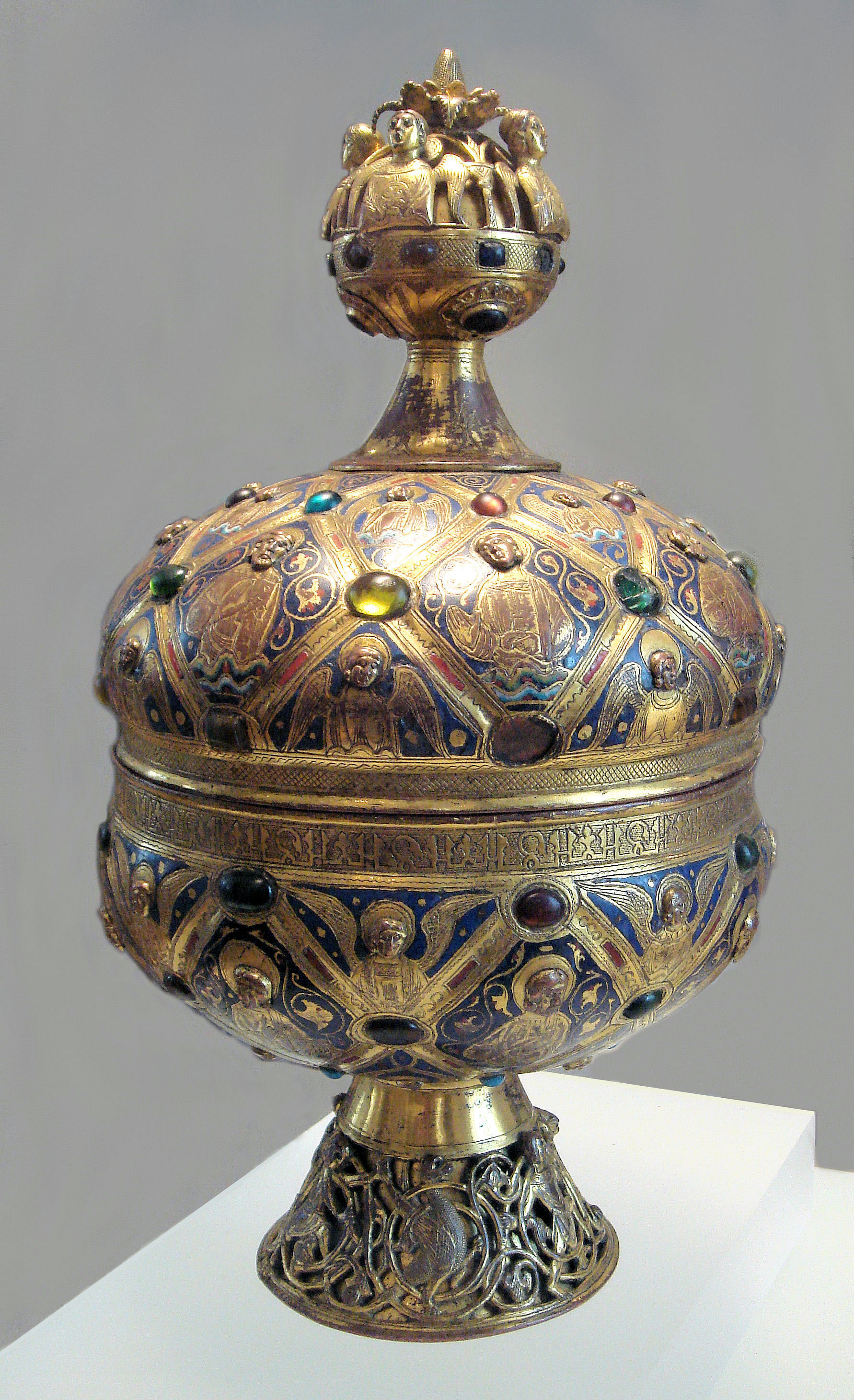
Дарохранительница мастера Альпе. 1180—1200. Медь, выемчатая эмаль, золочение, стеклянные кабошоны. Лувр, Париж

## История

### Выемчатая эмаль
В отличие от византийской перегородчатой эмали, получившей во Франции наименование клуазонне (фр. cloisonné — разделённый перегородками, от cloison — перегородка, перемычка), средневековые мастера центральной Франции и мастерских в районах Мааса и Рейна в XII—XIII веках практиковали более трудоёмкую технику так называемой выемчатой эмали, или шанлеве.
Техника эмалирования связана с развитием стеклоделия, родиной которого являются страны Ближнего и Среднего Востока. Эмаль состоит из пигментов (окислов металлов) и связующего вещества в качестве которого используют стекло в виде толчёного порошка. Смесь сплавляется при температуре 600—800° С. Существует версия о происхождении техники эмалирования металла из желания имитировать в стекле инкрустацию: вставки из драгоценных камней типа кабошонов.
Такая техника была известна мастерам Александрии Египетской в первых веках нашей эры, унаследовавшей её от мастеров Древнего Египта. Эмалевые изделия производили в эллинистической Сирии, с IV—V веков — в Византии. В I—III в. н. э. такую технику совершенствовали кельты в Галлии и Британии, но неясно, была ли она заимствована с Востока или открыта кельтами самостоятельно.

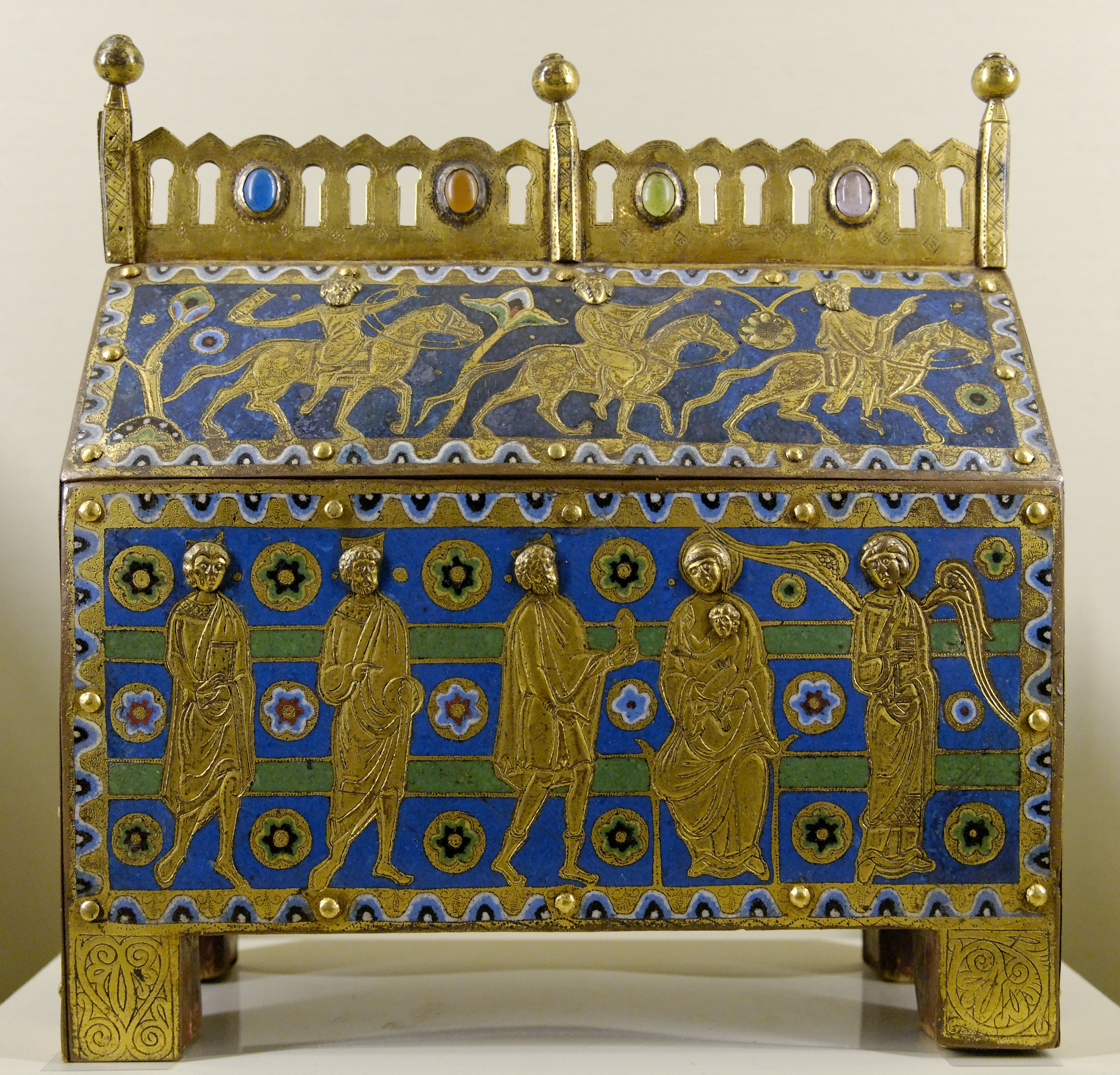
Реликварий с изображением Поклонения волхвов Христу. Медь, выемчатая эмаль, гравировка, чеканка, золочение. Ок. 1200 г. Национальный музей Средних веков: Термы и Отель Клюни, Париж

Суть техники шанлеве заключается в том, что мастер специальным резцом-штихелем вырезает углубления на металле. В качестве основы использовали медь (бронза хуже соединяется со стеклом), реже золото. Для меди, которая окисляется от нагревания, более характерны непрозрачные (опаковые, или глушёные, эмали) для золота — прозрачные. Блеск золота придает эмалям особую насыщенность, светосилу и яркость, как например, в знаменитом венецианском алтаре Пала д'Оро. 
В архаичной форме такая техника появляется в разных регионах одновременно с инкрустацией и закреплением вставок из драгоценных камней в специальных углублениях — кастах, которые делали на металле штихелем или долотом либо оставляли при отливке. Углубления заполняли эмалевым порошком, после чего изделие подвергали обжигу, а затем полировали. Именно так работали лиможские мастера. Золото или серебро гравировали реже, из экономии дорогого материала.
В XII—XIII веках это ремесло сконцентрировалось в мастерских Лиможа. Город находился на перекрестке торговых путей. Из Англии доставляли корнуэльское олово, необходимое для изготовления эмали (оно придаёт сплавляющимся во время обжига краскам непрозрачность, что усиливает их кроющую способность). Из Испании привозили особый краситель — сафру (saphre), естественную смесь окиси кобальта и натрия. Сафра придавала чистоту и глубину тона знаменитой синей эмали лиможских мастеров. Добавки олова разбеливали цвет, позволяли использовать тональные нюансы. Эти приёмы были неизвестны мастерам предшествующего периода.
Первое письменное упоминание технологии лиможских выемчатых эмалей встречается в тексте, составленном в 1167—1169 годах писцом Томаса Бекета, где он, описывая переплёт книги из парижского аббатства Сен-Виктор, использовал выражение «œuvre de Limoges» (лиможская работа). В дальнейшем свидетельства множатся; такие ссылки мы находим в описании обложек книг, но главным образом в описаниях церковных предметов: реликвариев, распятий, миниатюрных алтарей, ритуальных сосудов-дароносиц, потиров, пиксид, кадильниц. Первыми изделиями, которые приписываются лиможским мастерам, являются раки, заказанные графом де Ла Марш. Одна из них, прозванная châsse de Bellac, датируется 1120—1140 годами и в настоящее время хранится в церкви городка Беллак, что в 45 км от Лиможа. На ней представлен Христос во славе, окружённый евангелистами и ангелами. Другая рака 1150 года находится сейчас в нью-йоркском Метрополитен-музее. Большая её часть посвящена святому Марциалу, первому епископу Лиможа.
Совершенствование выемчатой эмали по меди (утончение промежутков) позволяло в этой более дешевой технике приближаться к изысканной перегородчатой эмали по золоту. В этой технике узкие металлические полоски по контуру рисунка припаивали торцом к поверхности изделия, после что промежутки заполняли эмалями различного цвета. Ещё одна разновидность старинных эмалей — оконная эмаль (транспарантная по ажурной металлической основе.). Эмалью заполняют «окошки» — проёмы ажурной резьбы. Для этого временно под отверстия подкладывают медную фольгу, не дающую эмали растекаться. После обжига и затвердевания эмали фольгу растворяют кислотой. Подобная техника, как предполагают, возникла под влиянием искусства витража, она описана в трактате монаха Теофила в XII веке.
Сканая, или филигранная, эмаль (разновидность перегородчатой), заполняющая промежутки между узорами металлических нитей и зёрен (зерни), получила распространение в Италии в XIII-XIV веках, откуда была заимствована ювелирами Аугсбурга, Парижа и Лиможа.

### Живописная эмаль
В XIV—XV веках, возможно, под воздействием мастеров-витрариев (расписывавших витражи), итальянской майолики и ренессансных гравюр, лиможские мастера переходили от архаичной техники выемчатых эмалей к сложной технике живописной (расписной) эмали — многослойной росписи изделий эмалевыми красками, раскрывающей новые изобразительные возможности.
Расписные эмали бывают поливные, по гравированному орнаменту (фр. émail en basse taille), по рельефу, по сканому орнаменту. Просвечивающую эмаль по рельефу на металле называют «парижской». Прозрачные эмали называют также транспарантными (фр. transparent — просвечивающий). Такие эмали появились в Средневековье для росписи витражей. Они обжигаются при температуре 450—550°С и позволяют варьировать прозрачность и яркость цвета в зависимости от густоты мазка.
В Лиможе изготавливали расписные шкатулки-реликварии, алтари-триптихи, кувшины, тарели, плакетки. Медные пластины расписывали эмалевыми красками с многочисленными — от десяти до пятнадцати — промежуточными обжигами. В этой технике краски нельзя смешивать, иначе получается грязный цвет. Поэтому каждый красочный слой закрепляется отдельным обжигом. Сначала обжигают краски с более низкой температурой плавления (ок. 600°С), затем с более высокой (800—900°С). По завершении роспись покрывали тонким слоем прозрачной эмали — фондона, который предохраняет её от повреждений. Роспись также дополняли золотом — штрихами, напоминающими иконописную ассистку, звёздочками, надписями. С оборотной стороны медные пластины покрывали слоем контрэмали для предотвращения коробления во время обжига. Для большего эффекта изделия украшали кабошонами, имитирующими драгоценные камни, — крупными, округлой формы застывшими каплями прозрачной эмали. Под них подкладывали золотую или серебряную фольгу.
С начала XVI в. мастера условно называемой «новой школы» стали изготавливать вещи, в подражание гравюре, в технике гризайль (грисай) — градациями белой эмали по чёрному или тёмно-синему фону. В качестве оригиналов для сложных композиций на мифологические и библейские сюжеты использовали гравюры немецких и фламандских художников. Эмаль, полупрозрачная в тонких слоях, создавала «тающие» контуры, а пастозные мазки — небольшой рельеф, что придавало росписи сходство с античными камеями. Сочность цвета и блеск красок были удивительны! Ни в одной из других техник подобные эффекты невозможны.
В Музее епархии Лиможа эти изделия экспонируются в ярком свете, направленном со всех сторон, и сияют как подлинные сокровища. Расписные лиможские эмали являются одной из вершин западноевропейского декоративно-прикладного искусства и мировых художественных ремёсел. Замечательное собрание лиможских расписных эмалей в технике гризайль имеется в Санкт-Петербургском Эрмитаже.

### Мастера и изделия
Наиболее известные мастера, работавшие в Лиможе в конце XVI века, — члены семьи Кур (среди них редкий пример женщины-эмальера: Сюзанна Кур), П. Куртейс, К. Нуайе, П. Реймон, семья Пенико, семья Лодена. Наиболее значительный мастер Леонар Лимозен — потомственный эмальер — также был живописцем и гравёром, и сам рисовал свои композиции. Работал в Париже и Фонтенбло вместе с Ф. Приматиччо. В 1548 году Лимозен получил звание королевского эмальера. В 1572 году его избрали консулом Лиможа. Художник создавал чаши, плакетки, кувшины, блюда в технике гризайль и полихромной росписи. Выполнял и сложные «картинные» композиции по гравюрам с рисунков Рафаэля, Ф. Приматиччьо, Никколо дель Аббате. В 1535—1574 годах Л. Лимозен создал в технике расписной эмали около ста двадцати портретов своих современников по рисункам Ж. Клуэ Старшего и его учеников. Эмалевые изображения его работы, как картины, заключены в расписные рамы.
Для лиможских изделий характерны реликварии в форме античных пиксид с конической крышкой, завершающейся крестом. Их изготавливали по заказам аббатства Св. Марциала (бенедиктинского монастыря в Лиможе), в частности для английских королей из дома Плантагенетов (в XII—XIII в. Лимож входил в их владения). Одно из характерных изделий мастерских Лиможа (1180—1200) хранится в парижском Лувре: две чаши вставляются одна в другую. На внутренней стороне одной есть надпись: «Меня сделал мастер Альпе. Лимож» (лат. Magister G. Alpais me fecit. Lemovicarum).
Южнее Лиможа располагался монастырь Конк, где также производили изделия с эмалями. В 30 км к северу от Лиможа в бенедиктинском аббатстве Гранмон изготавливали изделия в технике выемчатых эмалей с яркими красками. В XVI столетии расписные эмали приобрели для искусства Франции эпохи Ренессанса значение, сопоставимое с ролью расписной майолики и венецианского стекла для искусства Итальянского Возрождения.
Однако в XVII столетии стиль лиможских эмальеров измельчал, их трудоёмкая техника не выдерживала конкуренции с росписью фаянсовых изделий Мутье и Руана, а затем и расписного фарфора.
Значительные собрания лиможских эмалей находятся в парижских музеях: Лувре и Национальном музее Средних веков: Термы и Отель Клюни, в Музее Пти-Пале (Париж), Музее епархии Лиможа, Национальном музее Ренессанса в замке Экуан, в Музее изобразительных искусств Лиона и в других городах Франции, Музее Виктории и Альберта в Лондоне, в Метрополитен-музее в Нью-Йорке.

### Лиможские расписные эмали собрания Базилевского
Значительное собрание лиможских эмалей имеется в Санкт-Петербургском Эрмитаже благодаря приобретению коллекции выдающегося русского собирателя А. П. Базилевского. К 1884 году Базилевский прожил унаследованное состояние и решил расстаться со своей коллекцией, в которую входили средневековые изделия из металла, лиможские эмали, расписная итальянская майолика и испано-мавританская керамика, изделия из слоновой кости, стекла и мозаики. Большая распродажа была назначена в Отеле Дрюо в Париже. Узнав об этом, статс-секретарь А. А. Половцов поручил жившему в Париже художнику Боголюбову убедить Базилевского продать собрание русскому правительству. Александр III (осматривавший коллекцию ещё в 1867 году, в бытность великим князем) уплатил за неё 5 448 125 франков (из них половину — облигациями итальянской ренты). В январе 1885 года коллекция Базилевского была приобретена.
После революции собрание Базилевского в Эрмитаже пополнялось за счёт национализированных частных собраний и коллекции музея Центрального Училища технического рисования барона Штиглица.

## Галерея

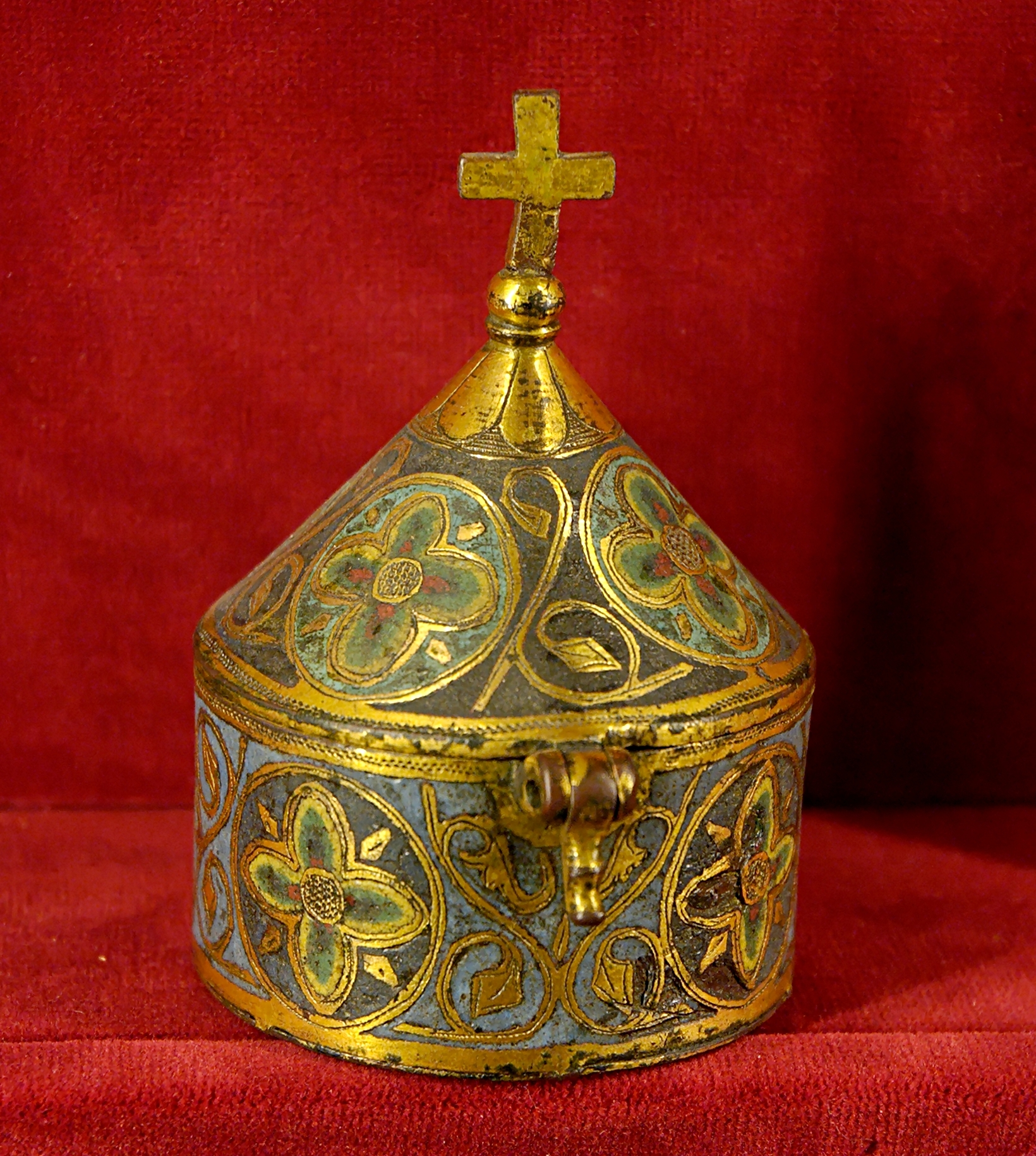
Пиксида. Перв. пол. XIII в. Медь, выемчатая эмаль, золочение. Национальный музей Средних веков: Термы и Отель Клюни, Париж
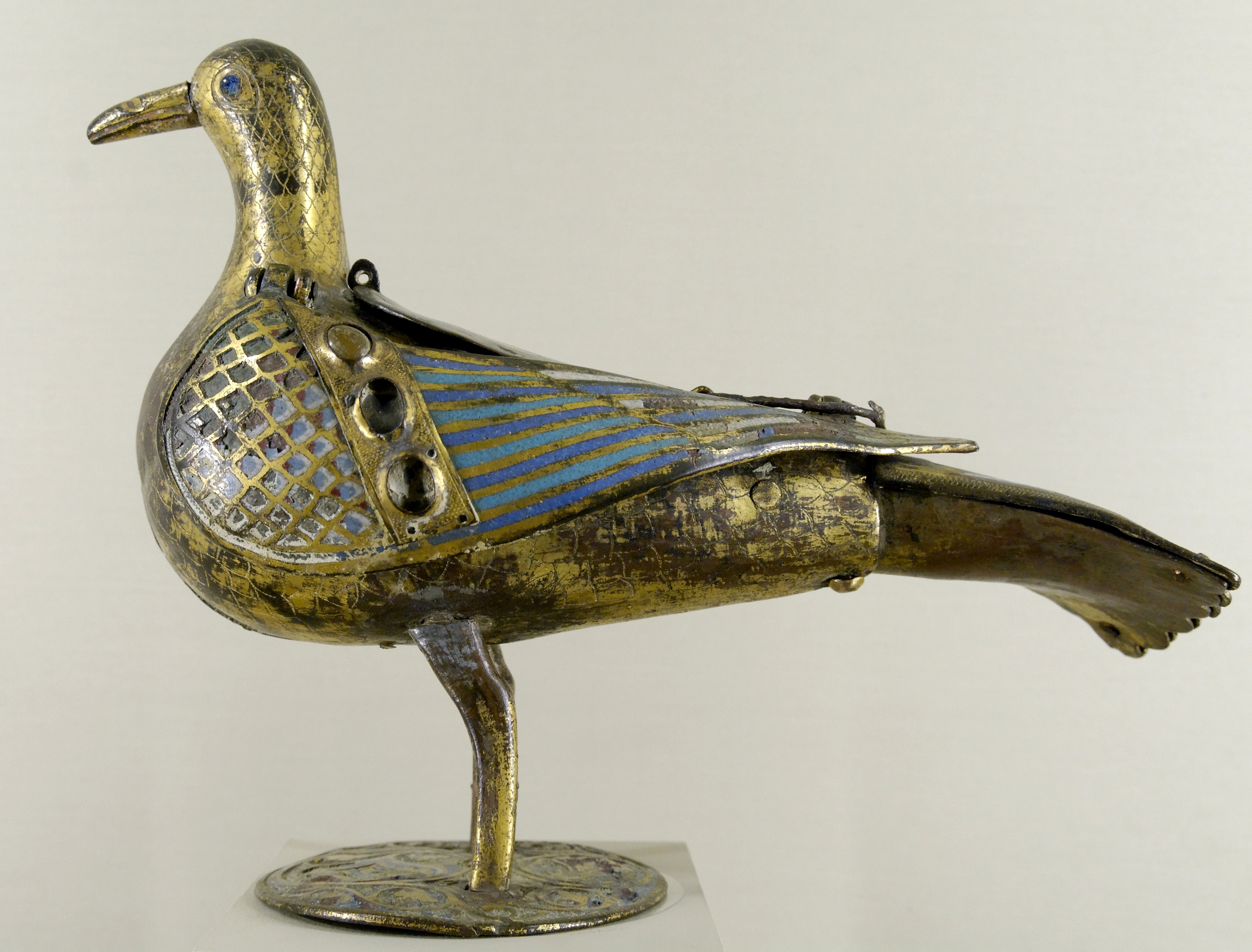
Сосуд для Евхаристии в виде голубя. Середина XIII в. Медь, выемчатая эмаль, золочение. Национальный музей Средних веков: Термы и Отель Клюни, Париж
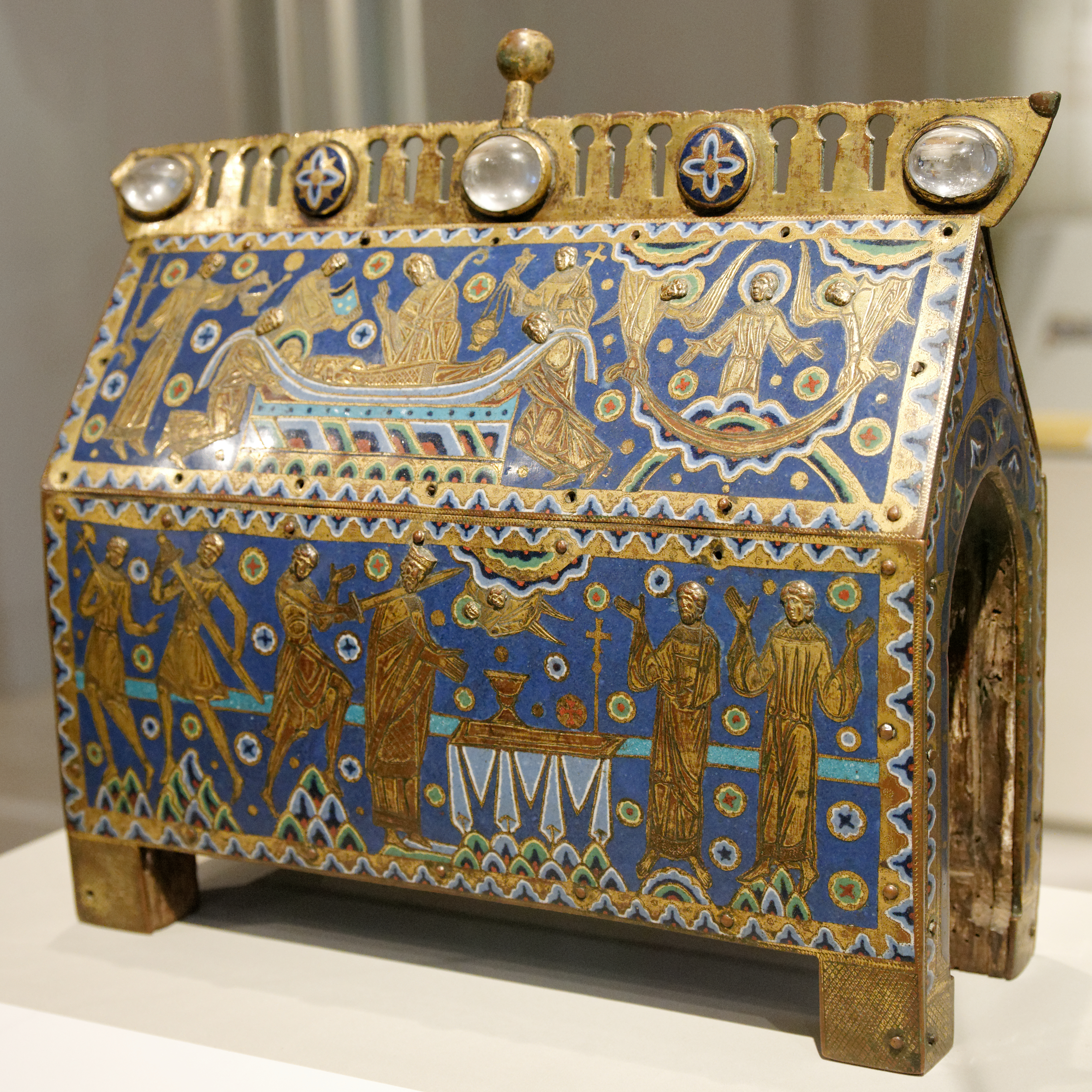
Архитектонический реликварий с изображениями из жизни и мученической смерти Томаса Бекета. XII в. Дерево, медь, выемчатая эмаль, хрустальные кабошоны. Музей Виктории и Альберта, Лондон
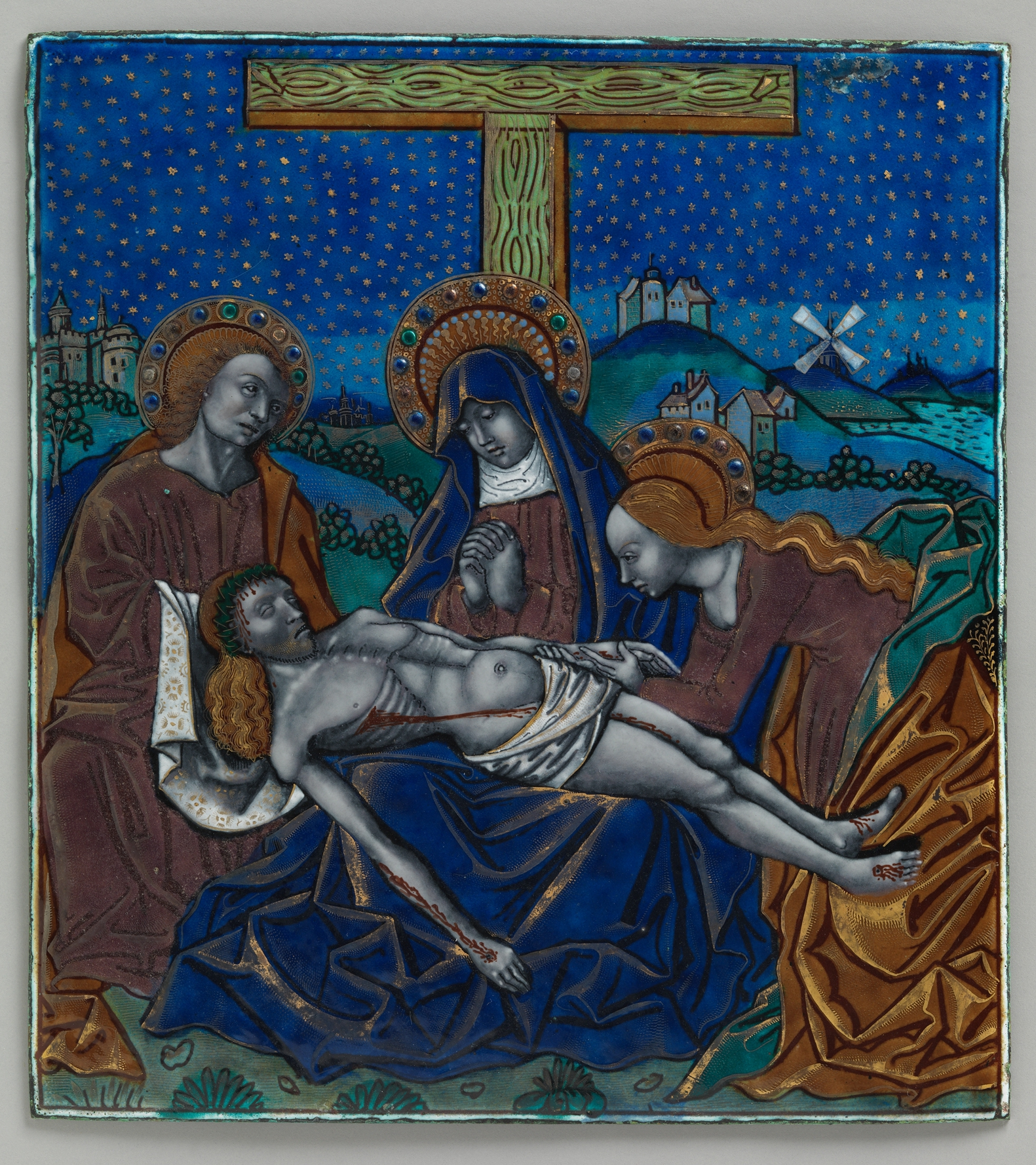
Пьета. Мастер триптиха Людовика XII. Конец XV в. Медь, живописная эмаль. Метрополитен-музей, Нью-Йорк
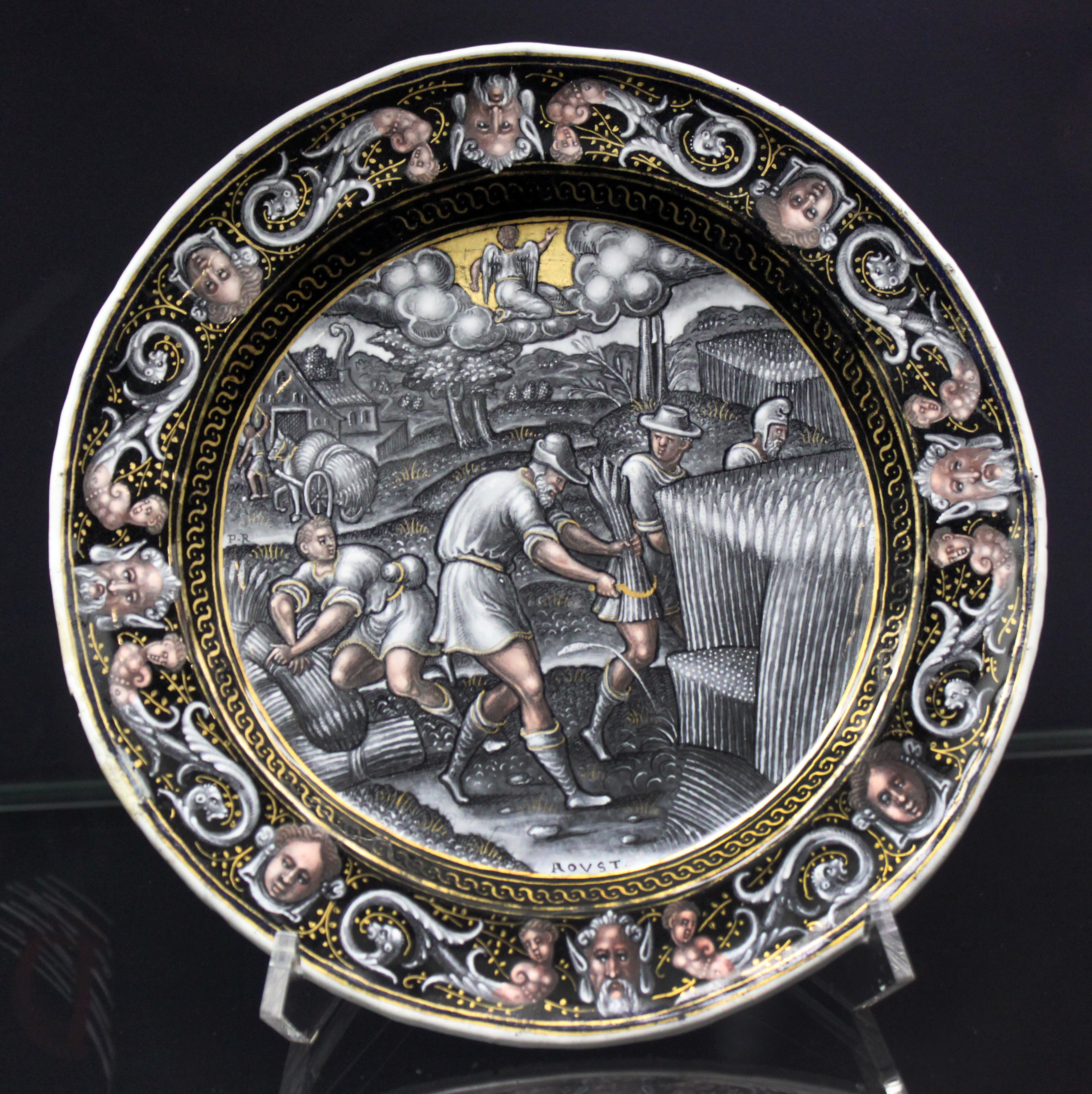
П. Реймон. Август. Из серии «Времена года». 1570. Медь, живописная эмаль. Берлинская картинная галерея
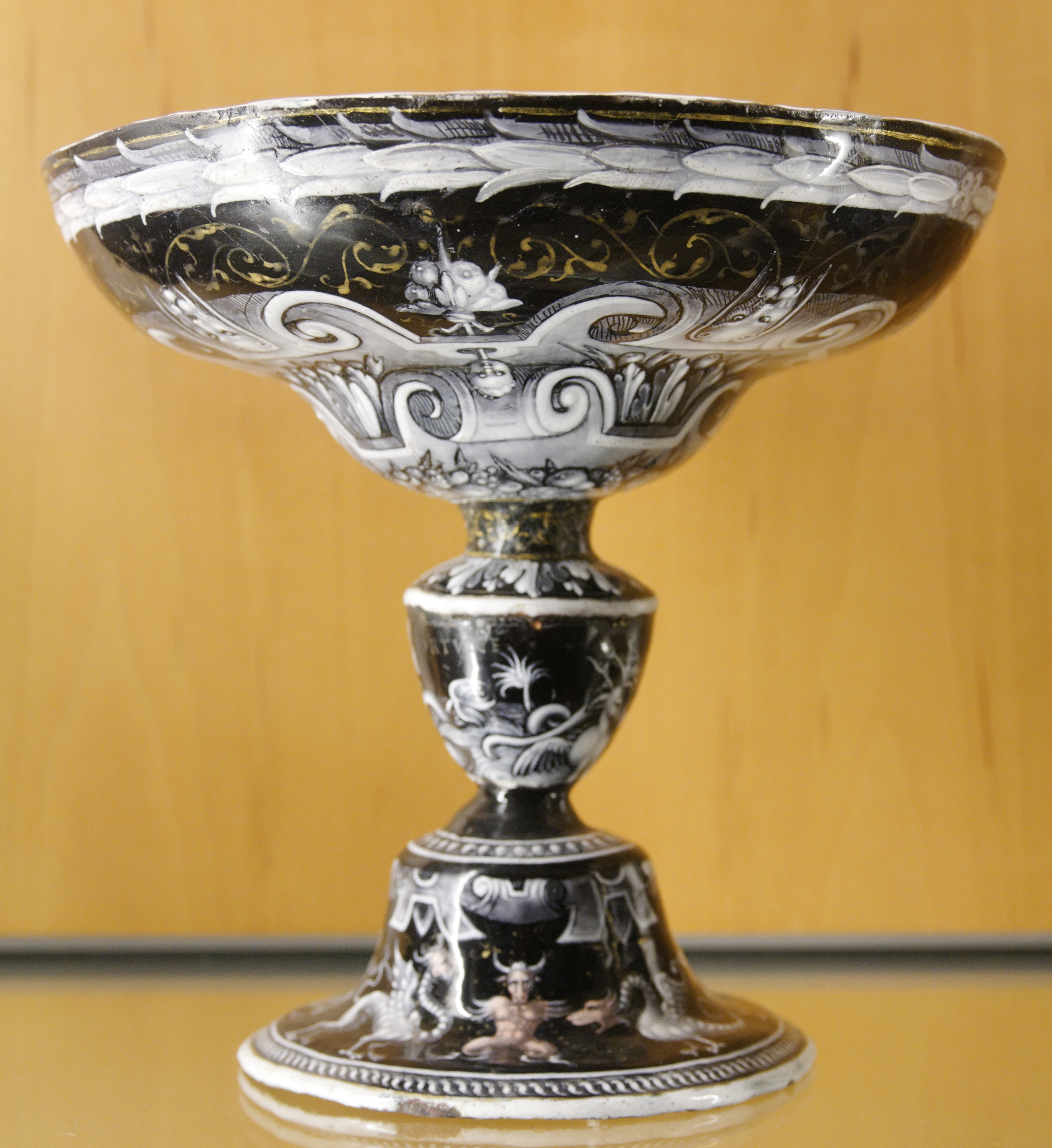
П. Реймон. Чаша с изображениями на тему «Иосиф и его братья». Ок. 1560 г. Медь, живописная эмаль. Музей изобразительных искусств, Лион
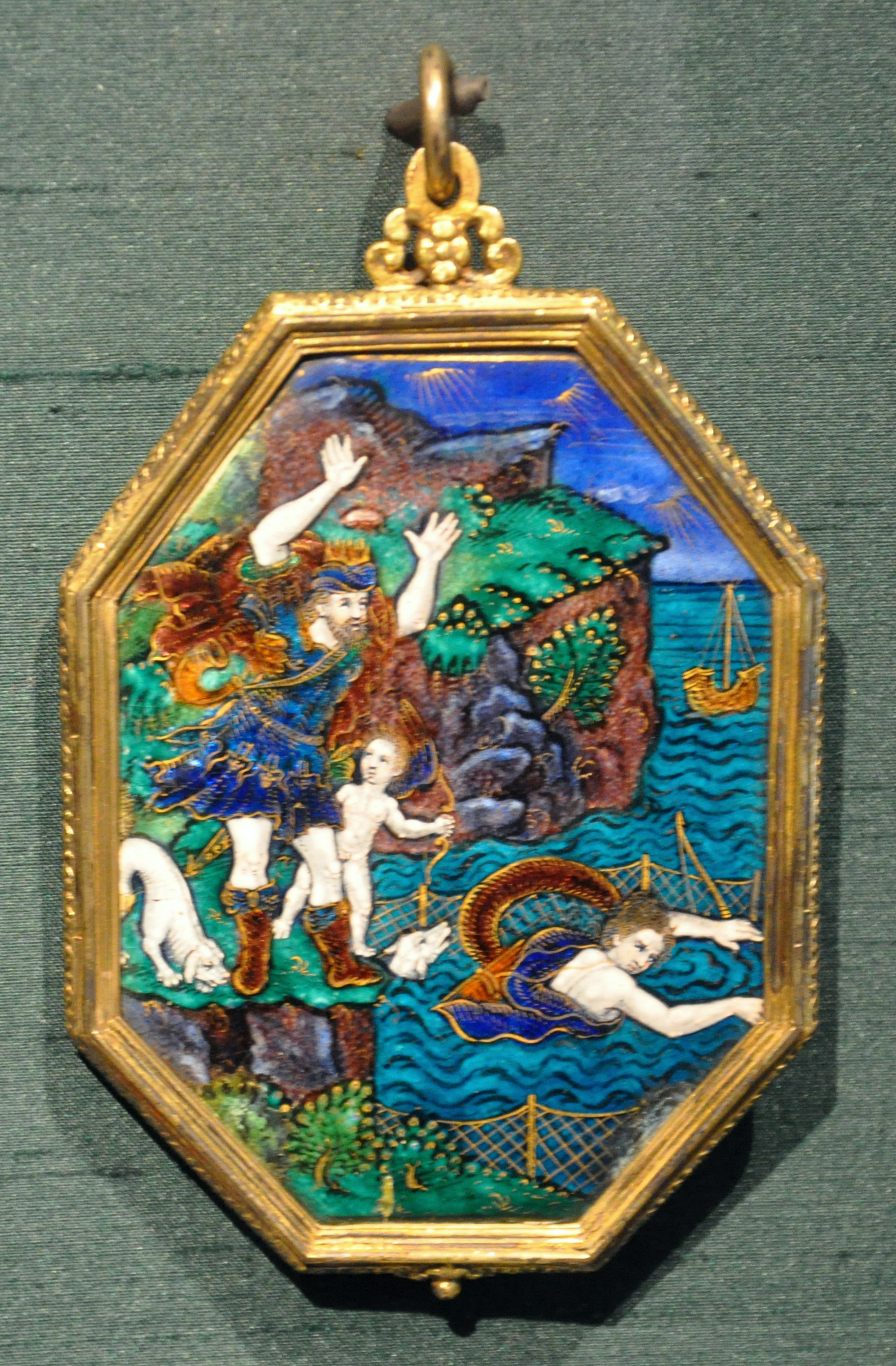
Сюзанна де Кур (?): Оборотная сторона зеркала «Минос и Бритомартис». Ок. 1600 г. Медь, живописная эмаль, золочение. Музей прикладного искусства, Франкфурт-на-Майне
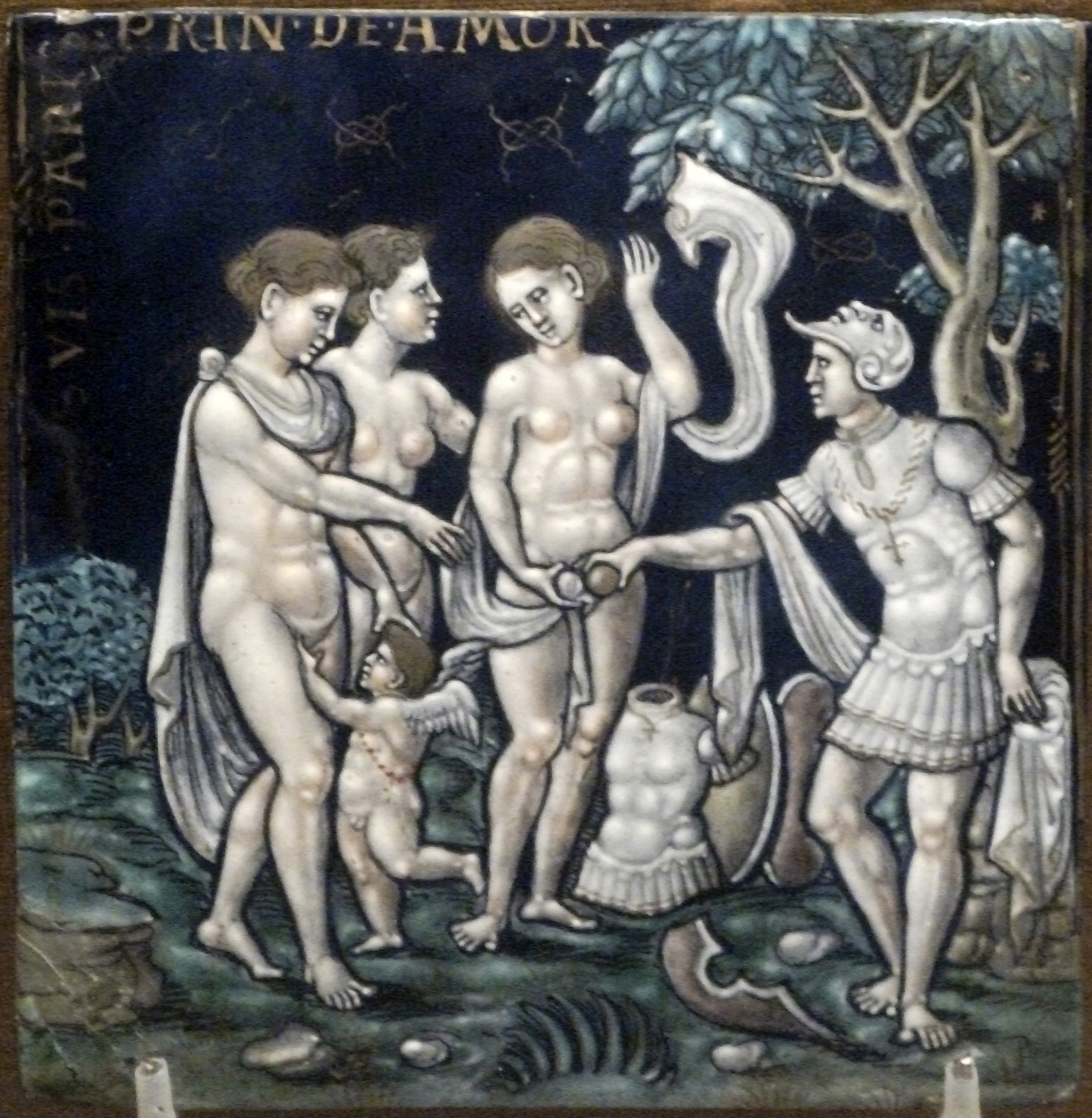
Суд Париса. Ок. 1540 г. Медь, живописная эмаль. Британский музей, Лондон
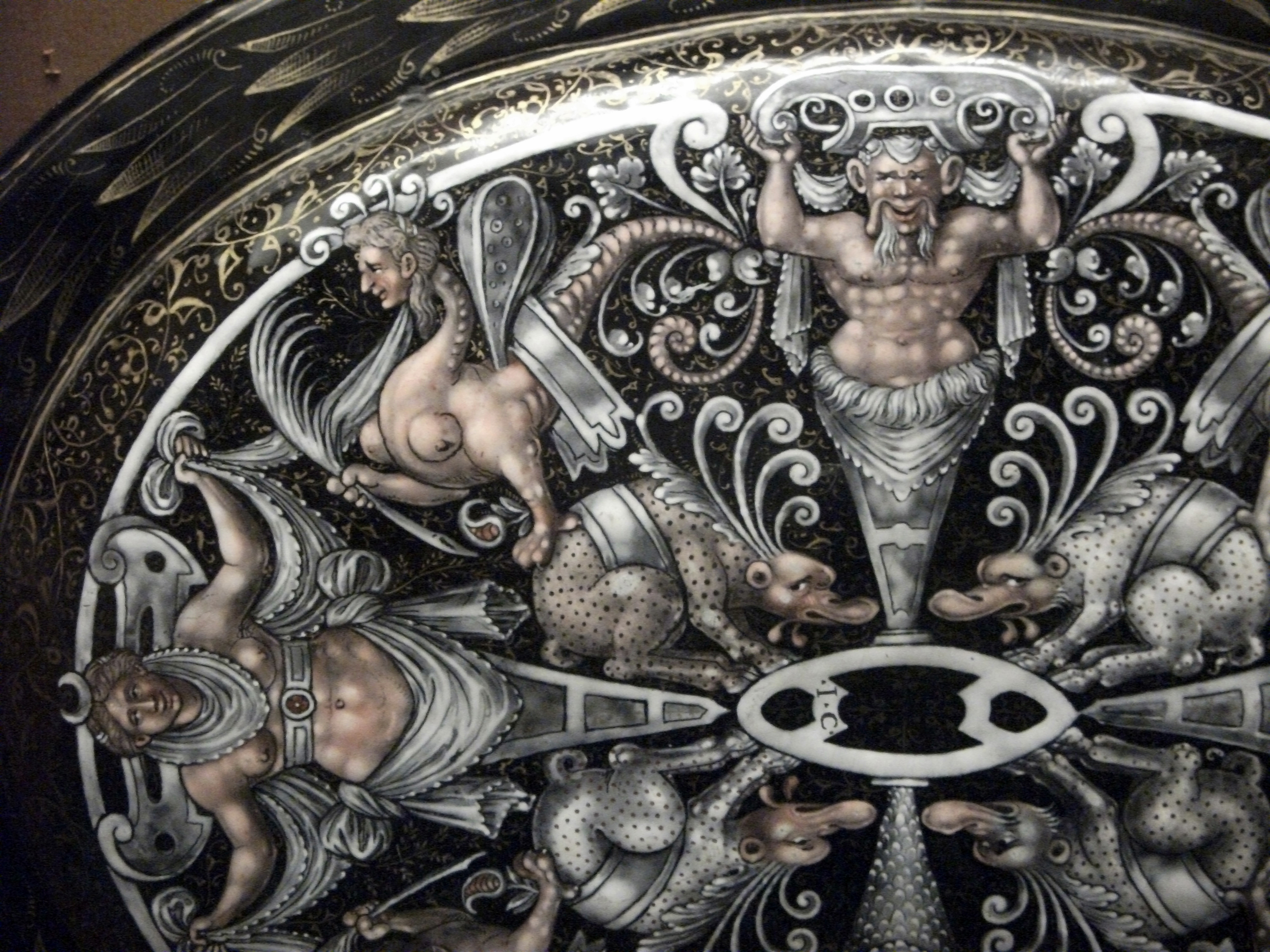
Ж. де Кур (?). Деталь «тарели с гротесками». Ок. 1540 г. Медь, живописная эмаль. Британский музей, Лондон
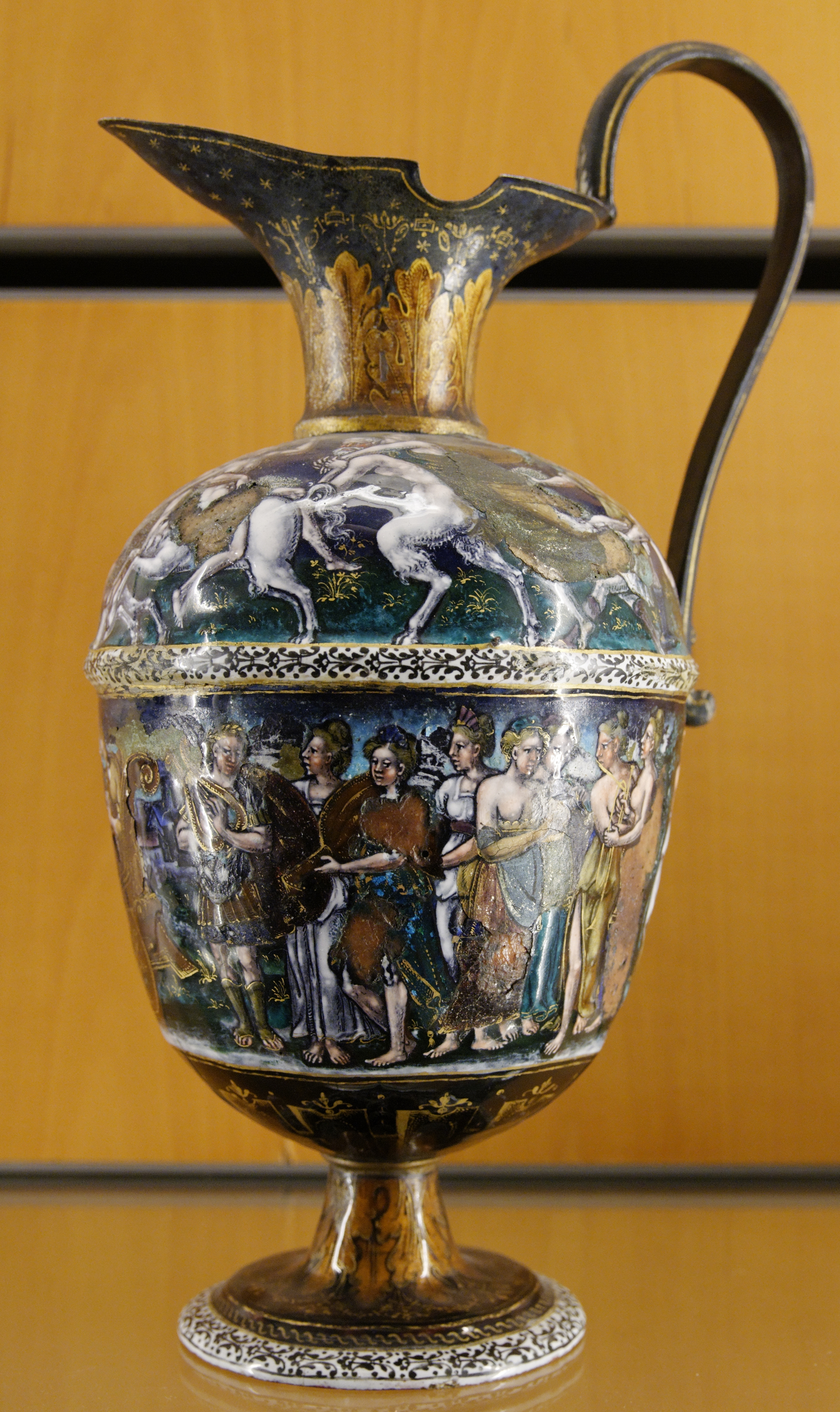
Кувшин с изображениями Триумфа Флоры (вверху) и Аполлона и муз (нижний ярус). Конец XVI – начало XVII века. Медь, живописная эмаль. Музей изобразительных искусств, Лион
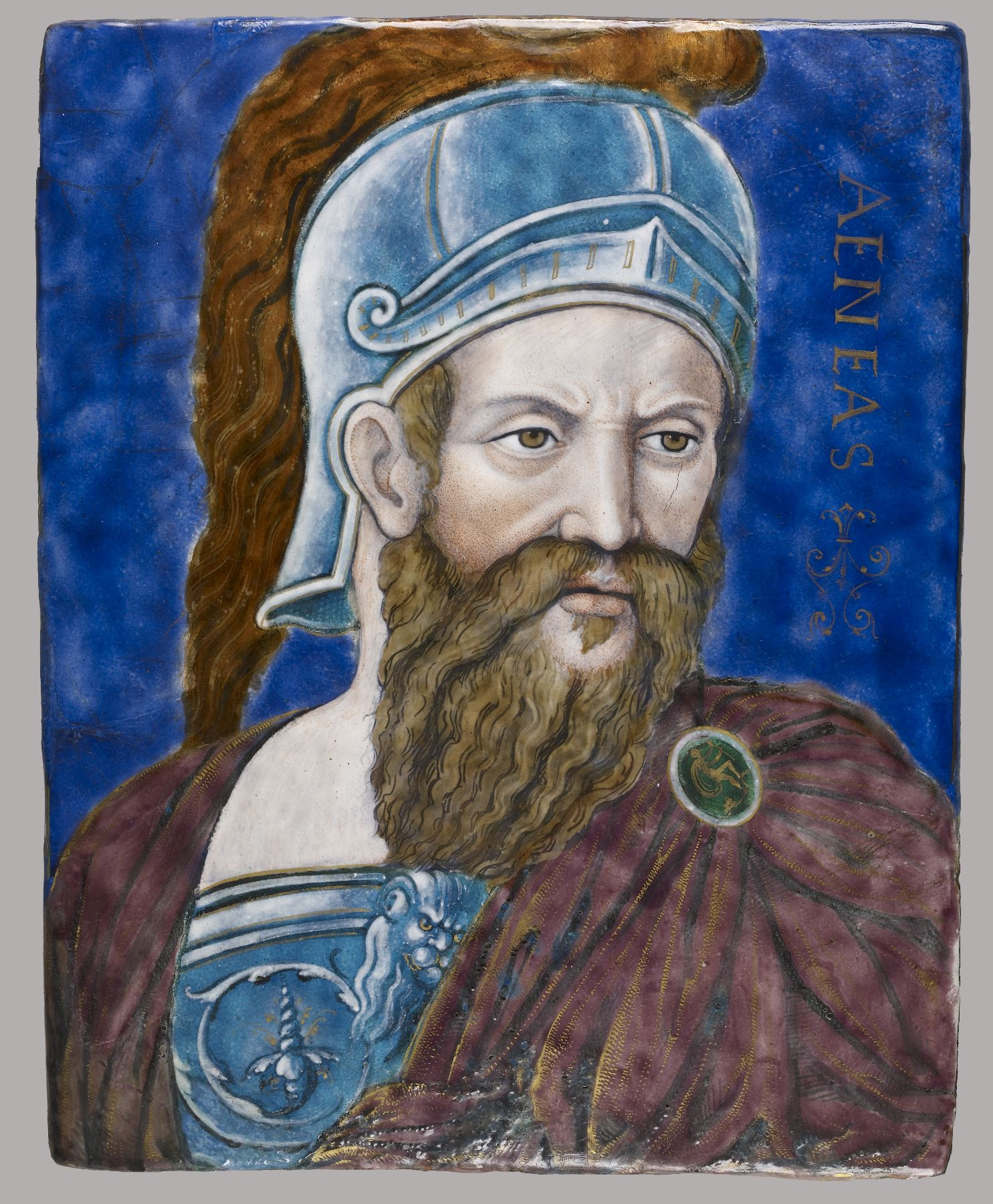
Л. Лимозен. Эней. Плакета. Ок. 1540 г. Медь, живописная эмаль. Художественный музей Уолтерса, Балтимор
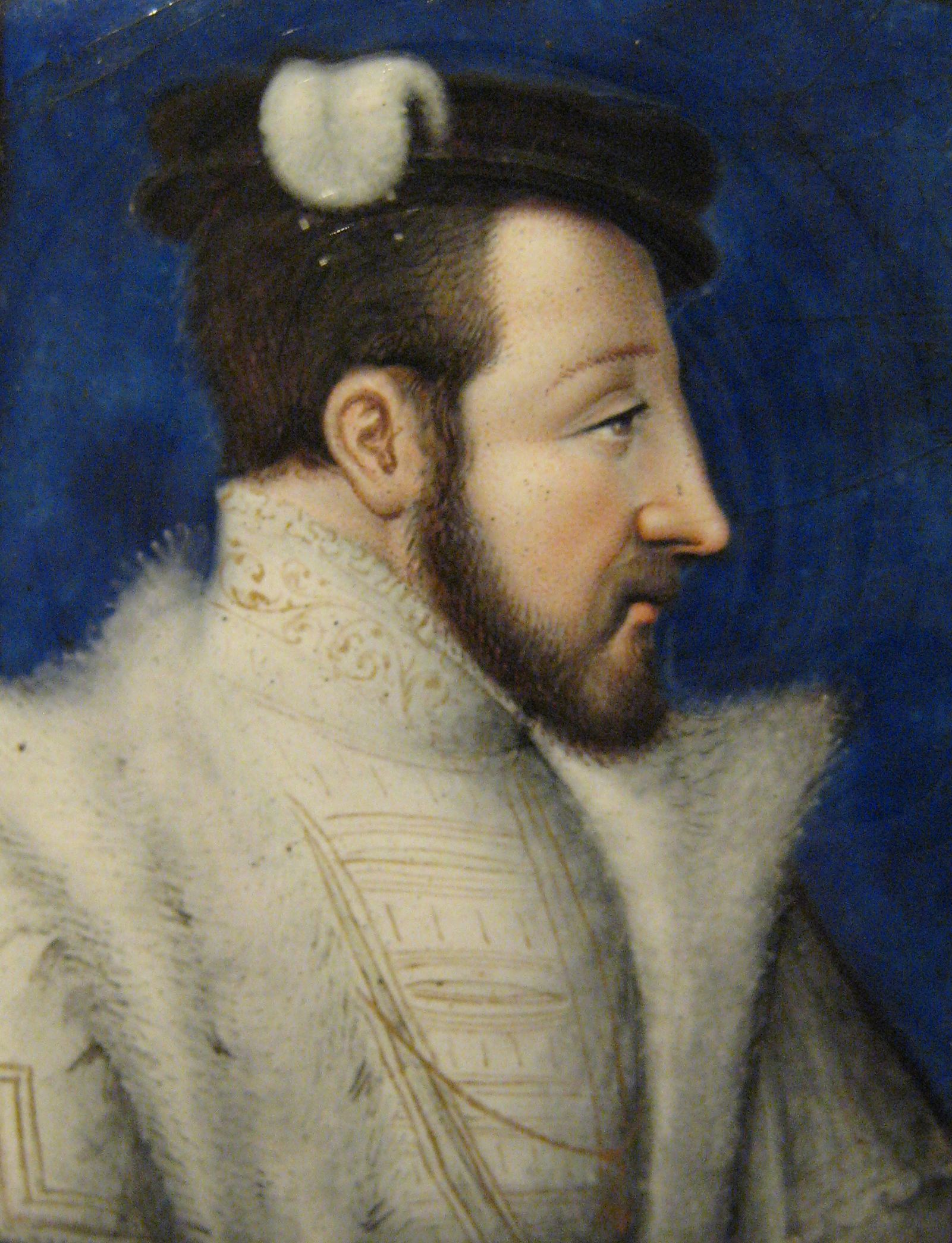
Л. Лимозен. Портрет короля Генриха II. Ок. 1555—1560. Деталь плакеты. Медь, живописная эмаль, золочение. Метрополитен-музей, Нью-Йорк
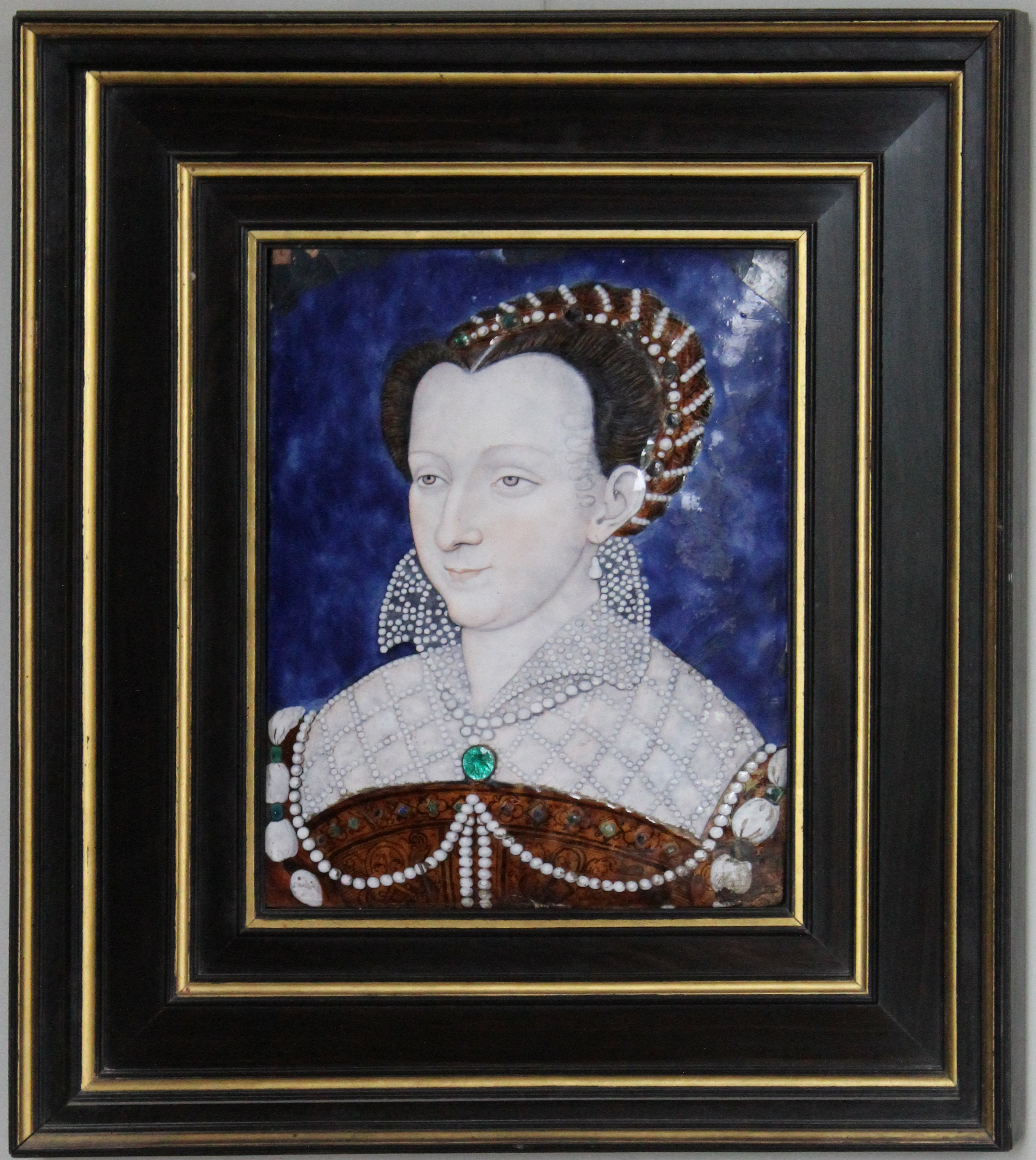
Л. Лимозен. Портрет Анны д’Эсте, герцогини Гиз. Ок. 1555—1560. Медь, живописная эмаль, дерево. Музей Конде, Шантийи
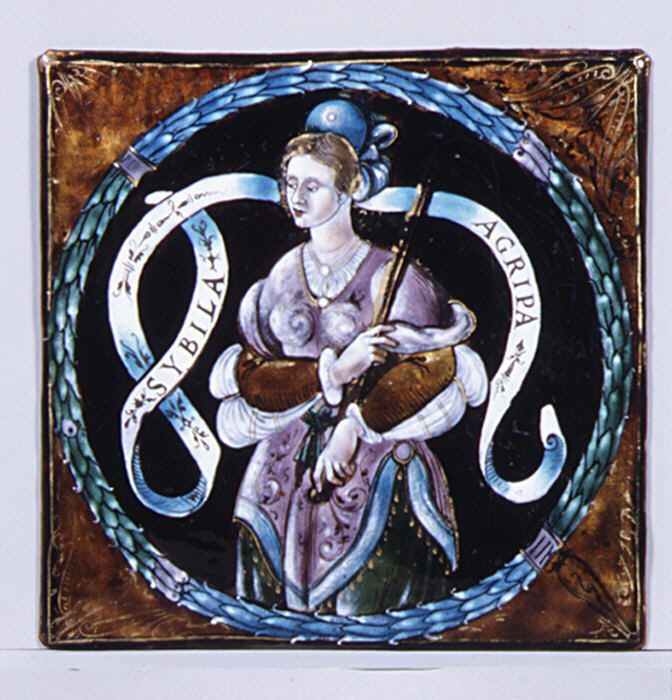
Л. Лимозен. Сивилла Априппа. Ок. 1555—1560. Медь, живописная эмаль. Метрополитен-музей, Нью-Йорк